# Puchar Wysp Owczych w piłce nożnej (1965)
W 1965 roku odbyła się 11. edycja Pucharu Wysp Owczych. Brały w nim wówczas udział jedynie drużyny z pierwszej klasy rozgrywek na archipelagu. Finał zakończył się wynikiem, dającym zwycięstwo drużynie B36 Tórshavn nad HB Tórshavn. Turniej miał dwie fazy:
- Runda wstępna
- Finał

## Uczestnicy
W Pucharze Wysp Owczych wzięły udział drużyny z najwyższego poziomu rozgrywek na archipelagu.
| Meistaradeildin 1965 4 drużyny                           |
| - B36 Tórshavn - HB Tórshavn - KÍ Klaksvík - TB Tvøroyri |

## Terminarz
| Runda         | Data meczu           |
| ------------- | -------------------- |
| Runda wstępna | 5 i 12 września 1965 |
| Finał         | 19 września 1965     |

## Przebieg rozgrywek

### Runda wstępna
| Drużyna 1        | Wynik | Drużyna 2    |
| ---------------- | ----- | ------------ |
| 19 września 1965 |       |              |
| TB Tvøroyri      | 1:1   | B36 Tórshavn |
| HB Tórshavn      | 4:1   | KÍ Klaksvík  |

| 5 września 1965 | TB Tvøroyri     | 1:1   | B36 Tórshavn        |                   |
|                 | Pethur Petersen | (0:0) | Baldvin Baldvinsson | Sevmýri, Tvøroyri |

| 5 września 1965 | HB Tórshavn                                                          | 4:1   | KÍ Klaksvík             |                      |
|                 | Kári Helmsdal 8' (k.), 60' · John Eysturoy 20' · Sverri Jacobsen 30' | (3:0) | 55' (k.) Ólavur Thomsen | Gundadalur, Tórshavn |

#### Dogrywka
Ponieważ pierwszy mecz pomiędzy TB Tvøroyri a B36 Tórshavn zakończył się remisem, 12 września 1965 roku rozegrano dogrywkę, która miała zdecydować o tym, kto dostanie się do finału Pucharu Wysp Owczych.
| 12 września 1965 | TB Tvøroyri | 0:5   | B36 Tórshavn                                            |                   |
|                  |             | (0:1) | Tobbi Mikkelsen · Vinjard Joensen · Baldvin Baldvinsson | Sevmýri, Tvøroyri |

### Finał
| 19 września 1965 | B36 Tórshavn · Baldvin Baldvinsson ?' (k.), 85' · Hugin Samuelsen | 3:2(2:0)Raport | HB Tórshavn · 50', 60' Kári Helmsdal | Gundadalur, Tórshavn Sędzia: Dia Olsen (B36 Tórshavn) |
|                  |                                                                   |                |                                      |                                                       |

|    |   |                     |
|    |   |                     |
| BR | ? | Ólavur Olsen        |
| OB | ? | Ímund Hansen        |
| OB | ? | Eifinn Nolsøe       |
| OB | ? | Tórður Holm         |
| OB | ? | Maggi Petersen      |
| OB | ? | Símun Poulsen       |
| PO | ? | Hugin Samuelsen     |
| PO | ? | Tobbi Mikkelsen     |
| NA | ? | Baldvin Baldvinsson |
| ?? | ? | Finnbjørn Simonsen  |
| ?? | ? | Vinjard Joensen     |

|    |   |                      |
|    |   |                      |
| OB | ? | Sverri Jacobsen      |
| PO | ? | Egga Jensen          |
| PO | ? | Johannes Videsen     |
| PO | ? | Brynjer Gregoriussen |
| PO | ? | Kári Helmsdal        |
| NA | ? | Eivin Dam            |

| Zdobywca Pucharu Wysp Owczych 1965 |
| ---------------------------------- |
| B36 Tórshavn 1. tytuł              |